# Politik in Frankfurt am Main

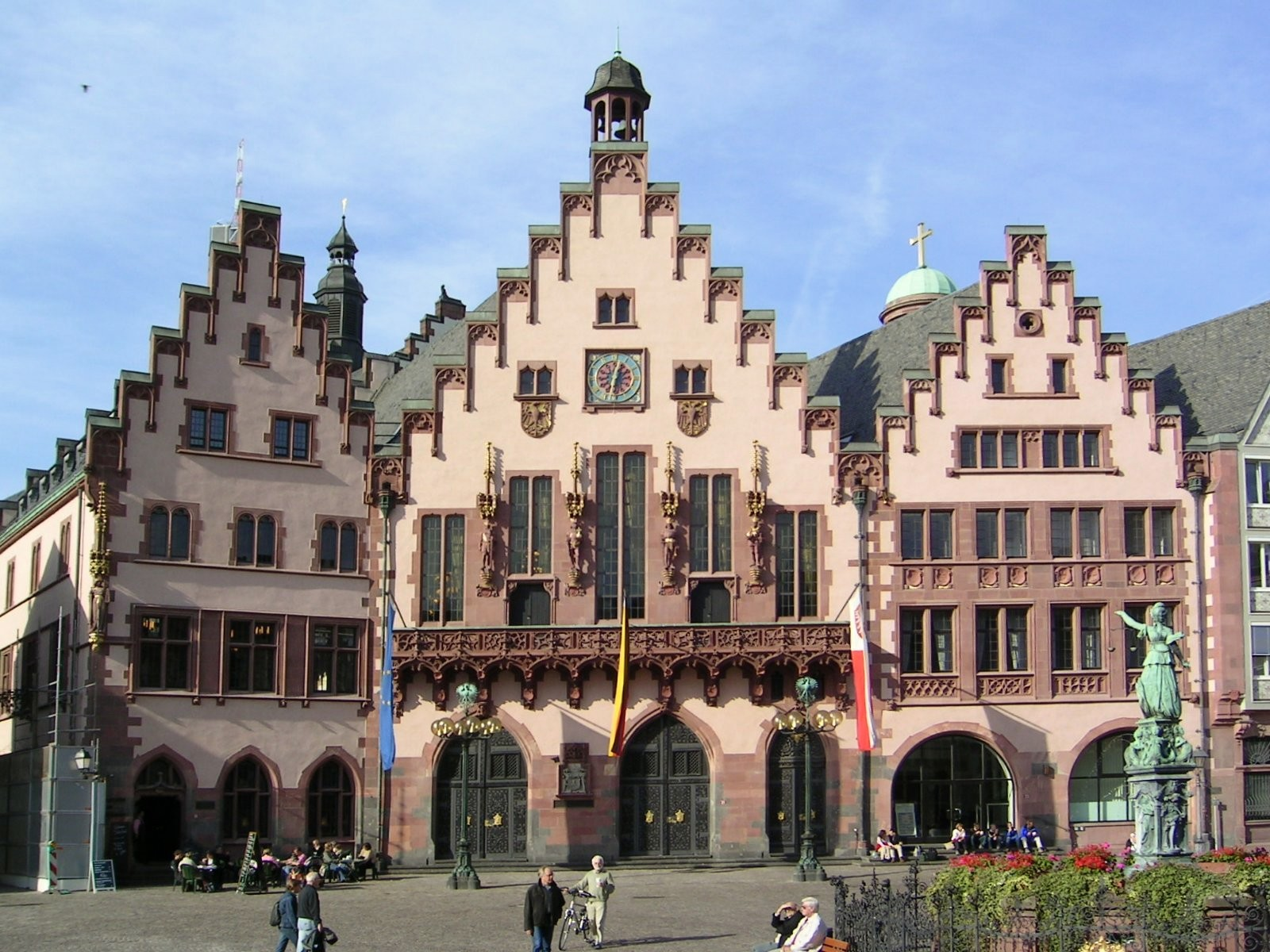
Der Römer ist seit 1405 das Rathaus Frankfurts

Politik in Frankfurt am Main ist heute in erster Linie Kommunalpolitik. Frankfurt am Main ist eine kreisfreie Stadt im Bundesland Hessen. Den konstitutionellen Aufbau der Stadt bestimmen die Hessische Gemeindeordnung und die Hauptsatzung der Stadt, deren ursprüngliche Fassung am 5. Juni 1952 in Kraft trat.
Der Magistrat besteht aus dem direkt gewählten Oberbürgermeister als Vorsitzendem, dem Bürgermeister sowie 10 weiteren hauptamtlichen und 14 ehrenamtlichen Stadträten. Oberbürgermeister ist seit dem 11. Mai 2023 Mike Josef (SPD). Die 93 Mitglieder der Stadtverordnetenversammlung werden alle fünf Jahre gewählt, zuletzt bei den Kommunalwahlen in Hessen 2021.
Das Stadtgebiet ist in 16 Ortsbezirke eingeteilt. Grundsätzlich müssen die Ortsbeiräte zu allen Fragen gehört werden, die ihren Ortsbezirk betreffen. Die endgültige Entscheidung über eine Maßnahme obliegt allerdings in der Regel der Stadtverordnetenversammlung, wobei diese bestimmte Kompetenzen auch auf die Ortsbeiräte übertragen kann. Ortsbeiräte in Ortsbezirken mit bis zu 8000 Einwohnern haben 9, mit mehr als 8000 Einwohnern 19 Mitglieder.
Frankfurt war von 1949 bis 1998 in drei, seit der Bundestagswahl 2002 in zwei Wahlkreise (182 und 183) aufgeteilt. Bei den Landtagswahlen in Hessen wird im Stadtgebiet in den sechs Wahlkreisen 34, 35, 36, 37, 38 und 39 gewählt.
Bis zur Annexion durch Preußen 1866 war die Freie Stadt Frankfurt ein souveräner Stadtstaat.

## Geschichte

### Freie Reichsstadt
Die Stadt hat ihren Ursprung in der Königspfalz Frankfurt, deren oberster Ministeriale der vom König eingesetzte Vogt (advocatus) war. 1220 schaffte Kaiser Friedrich II. die Vogtei ab. Die Bürgergemeinde erhielt seitdem im Laufe der Zeit mehr und mehr Selbstverwaltungsrechte und Privilegien. Seit 1266 ist ein aus 42 Mitgliedern bestehender Rat als Repräsentant der Frankfurter Bürgerschaft bezeugt. Dessen erste Bank bestand aus 14 Schöffen, Vertretern der Patrizierfamilien, die sich nach dem Anciennitätsprinzip durch Kooptation ergänzten. Die 14 Mitglieder der zweiten Bank waren ebenfalls Patrizier der sogenannten Gemeinde, während die 14 Ratsherren der dritten Bank Handwerker der ratsfähigen Zünfte waren. Als 43. Mitglied gehörte dem Rat der vom Kaiser ernannte Reichsschultheiß an, der die königlichen Regalien zu wahren hatte und in dieser Funktion zunächst noch Stadtoberhaupt war. Ab 1311 wählte der Rat jährlich zwei Bürgermeister durch Kugelung, den Älteren Bürgermeister aus den Schöffen der ersten Ratsbank und den Jüngeren Bürgermeister aus den Mitgliedern der zweiten Ratsbank. Im Mai 1372 erwarb die Stadtgemeinde von Kaiser Karl IV. das Schultheißenamt und damit endgültig die Reichsunmittelbarkeit. Frankfurt gehörte im Reichsstädtekollegium zur Rheinischen Bank.

### Im Rheinbund
Nach dem Ende des Heiligen Römischen Reiches wurde die Stadt mit der Rheinbundakte vom 12. Juli 1806 durch das Fürstentum Aschaffenburg mediatisiert. Die Verwaltung lag in den Händen des von Fürstprimas Karl Theodor von Dalberg ernannten Bürgermeisters, der zeitweise die französische Amtsbezeichnung Maire führte. 1810 bis 1813 war Frankfurt Hauptstadt des Großherzogtums Frankfurt, in dem sie das Departement Frankfurt bildete. Im Zuge der Befreiungskriege entstand aus dem Großherzogtum das Generalgouvernement Frankfurt.

### Freie Stadt Frankfurt
1815 wurde Frankfurt gemäß den Beschlüssen des Wiener Kongresses Freie Stadt und Sitz des Bundestages des Deutschen Bundes. Nach der 1816 verabschiedeten Verfassung, der Konstitutionsergänzungsakte, waren die drei wichtigsten Verfassungsorgane der Gesetzgebende Körper, die ständige Bürgerrepräsentation und der Senat der Freien Stadt Frankfurt. Sie waren untereinander sowie mit der Justizverwaltung verflochten, so dass die Prinzipien der Gewaltenteilung nicht streng eingehalten waren. An der Spitze des Senats standen die beiden jährlich gewählten Bürgermeister: Der Ältere Bürgermeister führte den Vorsitz im Senat und war Chef der auswärtigen Beziehungen sowie des Militärwesens. Er war somit das amtierende Staatsoberhaupt. Der Jüngere Bürgermeister hatte die Leitung der Polizei, des Zunftwesens und der Bürgerrechtsangelegenheiten und war Vertreter seines Kollegen.

### Im Kaiserreich
Nach der Annexion durch Preußen 1866 kam es zu einer heftigen Diskussion um die künftige kommunalpolitische Verfassung. Die Bürger der Stadt Frankfurt wehrten sich gegen die Übernahme der preußischen Kommunalverfassung und wollten die politischen Institutionen und deren Wahlrecht in die neue Zeit retten. Insbesondere die allgemeine und geheime Wahl der ständigen Bürgerrepräsentation sollte erhalten bleiben und das Dreiklassenwahlrecht nicht eingeführt werden.
Das Gemeindeverfassungsgesetz für Frankfurt einschließlich Sachsenhausen (GemVG) vom 25. März 1867  stellte einen Kompromiss dar. Zwar wurden die Regelungen der preußischen Städteordnung weitgehend übernommen, jedoch erfolgte die Wahl durch allgemeine Wahlen aller Inhaber des Bürgerrechtes (allerdings mit einem Zensus). Gefordert wurde der Besitz eines Wohnhauses oder eines Gewerbes mit mindestens zwei Angestellten oder einem Jahreseinkommen von 700 Gulden. Damit waren bei der ersten Stadtverordnetenwahl von 1867 6200 Bürger stimmberechtigt (davon 5400 aufgrund des Einkommens).
Die Stadtverordnetenversammlung bestand 1867 aus 54 Mitgliedern, die in 11 Wahlbezirken gewählt wurden. Aufgrund des Wahlrechts bildete sich ein Honoratiorenparlament. 24 Stadtverordnete waren Kaufleute, 13 Kaufleute, 9 selbstständige Handwerker, 3 Ärzte, ein Architekt und ein Lehrer bildeten die erste Stadtverordnetenversammlung. Vorsitzender der Stadtverordnetenversammlung wurde der Kaufmann Anton Theodor Brentano. Alle drei Jahre wurde eine Hälfte der Stadtverordneten neu gewählt.
Mit dem GemVG wurde die „unechte Magistratsverfassung“ eingeführt. An der Spitze der Stadt stand nunmehr der Magistrat mit einem 1. Bürgermeister, der den Titel „Oberbürgermeister“ erhielt, einem 2. Bürgermeister sowie 10 besoldeten und 14 unbesoldeten Mitgliedern. Die Beigeordneten wurden von der Stadtverordnetenversammlung gewählt.
Der Oberbürgermeister wurde bis 1918 vom König aus drei Vorschlägen ernannt. Seine Amtsdauer betrug zwölf Jahre. Erster Oberbürgermeister wurde der ehemalige Senator Daniel Heinrich Mumm von Schwarzenstein.
Im Reichstag des Norddeutschen Bundes von 1867 bis 1871 vertrat Mayer Carl von Rothschild die Stadt Frankfurt. 1871 berief ihn der König als ersten Juden in das preußische Herrenhaus.
Bei den Reichstagswahlen im Deutschen Reich von 1871 bis 1918 bildete der Stadtkreis Frankfurt am Main den Wahlkreis Wiesbaden 6. Erster Frankfurter Reichstagsabgeordneter wurde Leopold Sonnemann (1871 bis 1884). 1884 wurde Adolf Sabor zum ersten sozialdemokratischen Reichstagsabgeordneten Frankfurts gewählt, sein Nachfolger wurde 1890 Wilhelm Schmidt. 1907 bis 1912 gehörte Rudolf Oeser (DVP) dem Reichstag an, 1912 bis 1918 Max Quarck (SPD).
Der Stadtkreis Frankfurt entsandte einen Abgeordneten in das preußische Abgeordnetenhaus (Wahlkreis Wiesbaden 11) und besaß ein Präsentationsrecht zum Preußischen Herrenhaus, das bis 1918 durch den jeweiligen Oberbürgermeister wahrgenommen wurde. Zu den Frankfurter Abgeordneten im preußischen Landtag gehörten Guido Weiss (1869/70), Eugen Lucius (1878/79), Josef Stern (1882/85), Albert von Metzler (1885/93), Walther vom Rath (1894/98), Karl Flesch (1906/15), Adolf Haeuser (1915/18) und Ludwig Heilbrunn (1915/18).

### Weimarer Republik
Nach 1918 wurde der Oberbürgermeister vom preußischen Staatsministerium auf Vorschlag der Stadtverordnetenversammlung bestimmt. Die Stadtverordnetenversammlung wurde gemäß dem neuen preußischen Gemeindewahlrecht vom 24. Januar 1919 nach dem Prinzip des Verhältniswahlrechtes gewählt, woraus sich starke Verschiebungen hin zu den kleinen Parteien ergaben. Auch wurde das Frauenwahlrecht eingeführt und die Wahlen waren allgemein und geheim. Die nun 96 Stadtverordneten tagten nicht mehr im alten Sitzungssaal im Haus Limpurg, sondern im Bürgersaal.
Nachdem die SPD mit 46,4 % der Stimmen die Wahl zur Deutschen Nationalversammlung in Frankfurt klar gewonnen hatte, erwartete man auch bei der ersten Kommunalwahl am 2. März 1919 einen deutlichen Sieg der SPD. Mit 36,2 % der Stimmen wurde die SPD zwar stärkste politische Kraft im Römer, lag aber deutlich unter den Erwartungen. Hierzu hatte auch die Wahlbeteiligung beigetragen, die von 79 % auf 57,7 % gefallen war. Die Sozialdemokraten sollten jedoch bis zum Ende der Weimarer Republik immer die stärkste Partei in Frankfurt bleiben.
Mit der Wahl einer demokratischen Stadtverordnetenversammlung endete auch die Legitimität des Frankfurter Arbeiter- und Soldatenrates, der nach der Novemberrevolution die Macht übernommen hatte. Der Arbeiterrat hatte für den 13. Juni 1919 zu einem Generalstreik aufgerufen, der zu Krawallen in der Stadt führte. In der Folge beantragte der Magistrat am 30. Juli 1919, dem Arbeiter- und Soldatenrat die Verwaltung zu entziehen. Die Stadtverordnetenversammlung billigte dies am 6. Januar 1920.
Mit Meta Quarck-Hammerschlag (SPD) gehörte ab 1919 erstmals eine Frau dem Frankfurter Magistrat an. 1921 kam Else Alken (Zentrum) als zweite Frau hinzu.
Die sich aus der preußischen Städteordnung für die östlichen Provinzen ergebenden Zahl der Stadtverordneten von 96 wurde als zu hoch empfunden. Daher beschloss die Stadtverordnetenversammlung per Satzung am 26. Februar 1924 eine Reduzierung auf 71 Abgeordnete.
Die erste Oberbürgermeisterwahl durch die Stadtverordneten fand 1924 statt. Der Magistrat hatte auf eine öffentliche Ausschreibung der Stelle verzichtet und versucht, Persönlichkeiten für die Wahl durch direkte Ansprache zu gewinnen. Dies scheiterte jedoch, so dass am 2. Oktober 1924 der Stadtrat Ludwig Landmann, der bisherige Oberbürgermeister Georg Voigt und der kommunistische Reichstagsabgeordnete Iwan Katz kandidierten.
Im ersten Wahlgang erhielt Landmann 34, Voigt 27 und Katz 9 Stimmen. In der Stichwahl setzte sich Landmann mit 61 Stimmen durch und wurde am 31. Oktober 1924 durch das Staatsministerium bestätigt.

#### Ergebnisse bei den Wahlen zur Stadtverordnetenversammlung
Die erste Wahl zur Stadtverordnetenversammlung nach der Novemberrevolution fand am 2. März 1919 statt. Die Wahlbeteiligung war mit 57,7 % niedrig. Von den 308.051 Stimmberechtigten wurden 177.402 Stimmen abgegeben. Eigentlich wurde die Stadtverordnetenversammlung für 3 Jahre gewählt. Aufgrund der politische und wirtschaftlichen Lage wurde die Wahl mehrfach verschoben und fand am 4. Mai 1924 gemeinsam mit den ersten Reichstagswahlen 1924 statt. Auch hierdurch bedingt betrug die Wahlbeteiligung 72,5 %. Die dritte Wahl fand regulär am 20. Mai 1928 mit einer Wahlbeteiligung von 71,3 % statt. Nach der Machtergreifung der Nationalsozialisten wurde am 12. März 1933 vorzeitig eine neue Stadtverordnetenversammlung gewählt.
| Partei                          | 1919    | 1919 | 1919  | 1924    | 1924         | 1924  | 1928    | 1928        | 1928  | 1933    | 1933         | 1933  |
|                                 | Stimmen | in % | Sitze | Stimmen | in %         | Sitze | Stimmen | in %        | Sitze | Stimmen | in %         | Sitze |
| ------------------------------- | ------- | ---- | ----- | ------- | ------------ | ----- | ------- | ----------- | ----- | ------- | ------------ | ----- |
| SPD                             | 64.265  | 36,2 | 36    | 57.530  | 24,7 (−11,5) | 19    | 91.258  | 32,5 (+7,8) | 29    | 63.179  | 19 (−8,5)    | 16    |
| DDP (DStP)                      | 41.224  | 23,2 | 23    | 23.755  | 10,2 (−13,0) | 7     | 22.094  | 7,9 (−2,3)  | 7     | 7.792   | 2,3 (−3,2)   | 2     |
| Zentrum                         | 23.640  | 13,3 | 13    | 26.041  | 11,2 (−2,1)  | 8     | 30.208  | 10,8 (−0,4) | 9     | 37.964  | 11.4 (−0,8)  | 10    |
| Deutsche Volkspartei            | 16.920  | 9,6  | 9     | 18.892  | 8,1 (−1,4)   | 6     | 28.979  | 10,3 (+2,2) | 9     | 8.384   | 2,5 (−10,4)  | 2     |
| USPD                            | 15.017  | 8,5  | 8     | 5.337   | 2,3 (−6,2)   | 1     | 832     | 0,3 (−2,0)  | 0     |         |              |       |
| DNVP                            | 10.522  | 5,9  | 5     | 32.482  | 14,0 (+8,1)  | 10    | 22.463  | 8 (−6,0)    | 7     | 13.083  | 3,9 (+3,9)   | 3     |
| Mittelstandspartei              | 5.228   | 3    | 2     |         |              |       |         |             |       | 41      | 0,0          | 0     |
| Bund der Arbeiter und Invaliden | 575     | 0,3  | 0     |         |              |       |         |             |       |         |              |       |
| KPD                             |         |      |       | 26.383  | 11,3         | 8     | 35.899  | 12,8 (+1,5) | 11    | 32.244  | 9,7 (−3,3)   | 8     |
| Wirtschaftspartei               |         |      |       | 13.181  | 5,7          | 4     | 15.573  | 5,6 (−0,1)  | 4     |         |              |       |
| NSDAP                           |         |      |       | 12.218  | 5,3          | 4     | 12.526  | 4,5 (−0,8)  | 4     | 158.759 | 47,9 (+37,9) | 42    |
| Arbeitnehmergruppe              |         |      |       | 7.344   | 3,2          | 2     | 10.216  | 3,6 (+0,4)  | 3     |         |              |       |
| Soziale Arbeitsgemeinschaft     |         |      |       | 6.490   | 2,8          | 2     |         |             |       |         |              |       |
| Deutschnationale Vereinigung    |         |      |       | 2.995   | 1,3          | 0     |         |             |       |         |              |       |
| Evangelische Volksgemeinschaft  |         |      |       |         |              |       | 3.989   | 1,4         | 1     |         |              |       |
| Volksrechtspartei               |         |      |       |         |              |       | 3.541   | 1,2         | 1     |         |              |       |
| Wassmann-Bund                   |         |      |       |         |              |       | 1.315   | 0,5         | 0     | 161     | 0 (−0,5)     | 0     |
| Linke Kommunisten               |         |      |       |         |              |       | 1.176   | 0,4         | 0     |         |              |       |
| Kommunale Bürgerpartei          |         |      |       |         |              |       | 494     | 0,2         | 0     |         |              |       |
| Haus- und Grundbesitz           |         |      |       |         |              |       |         |             |       | 5.471   | 1,6          | 1     |
| CSVD                            |         |      |       |         |              |       |         |             |       | 4.472   | 1,3          | 1     |
| Sozialist. Kampfgem.            |         |      |       |         |              |       |         |             |       | 62      | 0,0          |       |

Die DDP trat 1928 als DStP an. Das Zentrum trat 1919 als Christliche Volkspartei an. Die DNVP trat 1933 als Kampffront Schwarz-Weiß-Rot an. Die NSDAP trat 1924 als Völkisch-sozialer Block an.

### Zeit des Nationalsozialismus
In der Zeit des Nationalsozialismus wurden auch in Frankfurt alle Institutionen gleichgeschaltet. Für den 12. März 1933 wurde eine vorgezogene Wahl zur Stadtverordnetenversammlung durchgeführt, die im Zeichen des nationalsozialistischen Terrors stand. Die gewählten Stadtverordneten der KPD durften ihr Mandat nicht antreten und wurden vielfach in „Schutzhaft“ genommen. Am 9. Juli 1933 beschloss die Stadtverordnetenversammlung in Umsetzung des Erlasses des Innenministers vom 23. Juni 1933, auch die Mandate der SPD zu entziehen und die Juden aus dem Magistrat abzuberufen. Die Verachtung der neuen Machthaber für die gewählten Selbstverwaltungsgremien zeigte sich in der „Wahl“ von Friedrich Krebs als neuem Oberbürgermeister. Am 13. Juni 1933 trug der stellvertretende Parlamentspräsident Karl Luer (NSDAP) einfach vor, Friedrich Krebs sei als Oberbürgermeister gewählt. Dies war selbst den neuen Machthabern zu informell, so dass es zu einer Wiederholung der „Wahl“ am 17. Juni 1933 kam. Nun erfolgte die Wahl durch die Aufforderung an die 62 verbliebenen Stadtverordneten, wer gegen Krebs sei, möge aufstehen. Friedrich Krebs war bei diesem Akt demonstrativ nicht anwesend. Zum 31. Dezember 1933 wurde die Stadtverordnetenversammlung auch formell aufgelöst.

### Nach dem Zweiten Weltkrieg
Nach dem Zweiten Weltkrieg wurde der Oberbürgermeister von der amerikanischen Militärverwaltung eingesetzt. Als Bürgervertretung wurde am 5. September 1945 ein Bürgerrat berufen. Das ernannte Gremium tagte 19 Sitzungen lang bis zum 19. Mai 1946. Mit der Kommunalwahl vom 26. Mai 1946 wurde wieder eine Stadtverordnetenversammlung demokratisch gewählt.

## Personen

### Liste der Stadtverordnetenvorsteher
- Anton Theodor Brentano (1867–1870)
- Adolph Prior (1871–1874)
- Wolfgang Neukirch (1875–16. August 1877)
- Carl Joh. Moritz Heussenstamm (16. August 1877 bis 27. Februar 1880)
- Gustav Humser (NLP) (27. Februar 1880–1904)
- Fritz Friedleben (Fortschritt) (1905–1918)
- Heinrich Hopf (SPD) (1919–1924)
- Leonhard Heißwolf (SPD) (1924–1933)

Als Folge der nationalsozialistischen Machtergreifung kam es am 12. März 1933 zur vorgezogenen Neuwahl der Stadtverordnetenversammlung. Dabei wurde durch Terror des Regimes (teilweise Schutzhaft von KPD-Stadtverordneten und Mandatsverweigerung für die restlichen) und ab 9. Juli Mandatsverlust für jüdische und SPD-Mandatsträger (aufgrund eines Innenministeriumserlasses vom Juni) sowie die formelle Auflösung des Gremiums zum 31. Dezember 1933 das Amt obsolet.
- Johannes Rebholz (SPD) (1946–1948)
- Hermann Schaub (SPD) (1948–1956)
- Edwin Höcher (SPD) (1956–1960)
- Heinrich Kraft (SPD) (1960–22. Januar 1971)
- Willi Reiss (SPD) (11. Februar 1971 bis 10. Juni 1976)
- Frolinde Balser (SPD) (19. August 1976 bis 31. März 1977)
- Hans-Ulrich Korenke (CDU) (14. April 1977 bis 31. März 1981)
- Hans-Jürgen Hellwig (CDU) (22. April 1981 bis 20. Juli 1984)
- Paul Labonté (CDU) (13. September 1984 bis 31. März 1989)
- Ute Hochgrebe (SPD) (13. April 1989 bis 11. Oktober 1989)
- Hans Busch (SPD) (16. November 1989 bis 31. März 1993)
- Petra Roth (CDU) (1. April 1993 bis 31. Januar 1994)
- Helmut Reischmann (CDU) (24. Februar 1994 bis 31. März 1997)
- Bernhard Mihm (CDU) (17. April 1997 bis 31. März 2001)
- Karlheinz Bührmann (CDU) (26. April 2001 bis 31. März 2011)
- Bernadette Weyland (CDU) (14. April 2011 bis 30. Januar 2014)
- Stephan Siegler (CDU) (30. Januar 2014 bis 21. April 2021)
- Hilime Arslaner-Gölbasi (Grüne) (seit 22. April 2021)

### Prominente Mitglieder der Stadtverordnetenversammlung
- Micha Brumlik (GRÜNE)
- Ignatz Bubis (FDP)
- Friedrich Dessauer (Zentrum)
- Jutta Ditfurth (GRÜNE, ÖkoLinX-Antirassistische Liste)
- Michel Friedman (CDU)
- Hartmut Holzapfel (SPD)
- Milan Horáček (GRÜNE)
- Günter Guillaume (SPD)
- Heinz-Herbert Karry (FDP)
- Tom Koenigs (GRÜNE)
- Wolfgang Mischnick (FDP, als Fraktionsvorsitzender)
- Hans-Joachim Otto (FDP)
- Petra Roth (CDU)
- Toni Sender (SPD)
- Sylvia Schenk (SPD)
- Leopold Sonnemann (DVP)
- Erika Steinbach (CDU, AfD)
- Gert Trinklein (FDP)
- Hans Wilhelmi (CDU)
- Ludwig Maria Florian (CDU)
- Jakob Husch (CDU)
- Peter Horn (CDU)

## Themen
Aktuelle Themen, mit denen sich Magistrat und Stadtverordnete befassen, sind unter anderem der bevorstehende Ausbau des Rhein-Main-Flughafens, an dessen Betreibergesellschaft, der Fraport AG, die Stadt über ihre Stadtwerke Frankfurt am Main Holding GmbH mit 20 % der Aktien beteiligt ist. Außer von den Grünen und den Flughafenausbaugegnern, wird dieser von allen großen Parteien befürwortet. Ein weiteres umstrittenes Thema ist der so genannte Hochhausrahmenplan: Er sorgt dafür, dass Bürohochhäuser nicht mehr wie in früheren Jahren in Wohnvierteln gebaut werden, sondern weist explizit mögliche und verträglich erscheinende Standorte für sie aus. Die Wallanlagen, Überreste der mittelalterlichen Befestigungsanlagen der Stadt, sind schon seit 1827 aufgrund der Wallservitut vor Bebauung weitgehend geschützt.

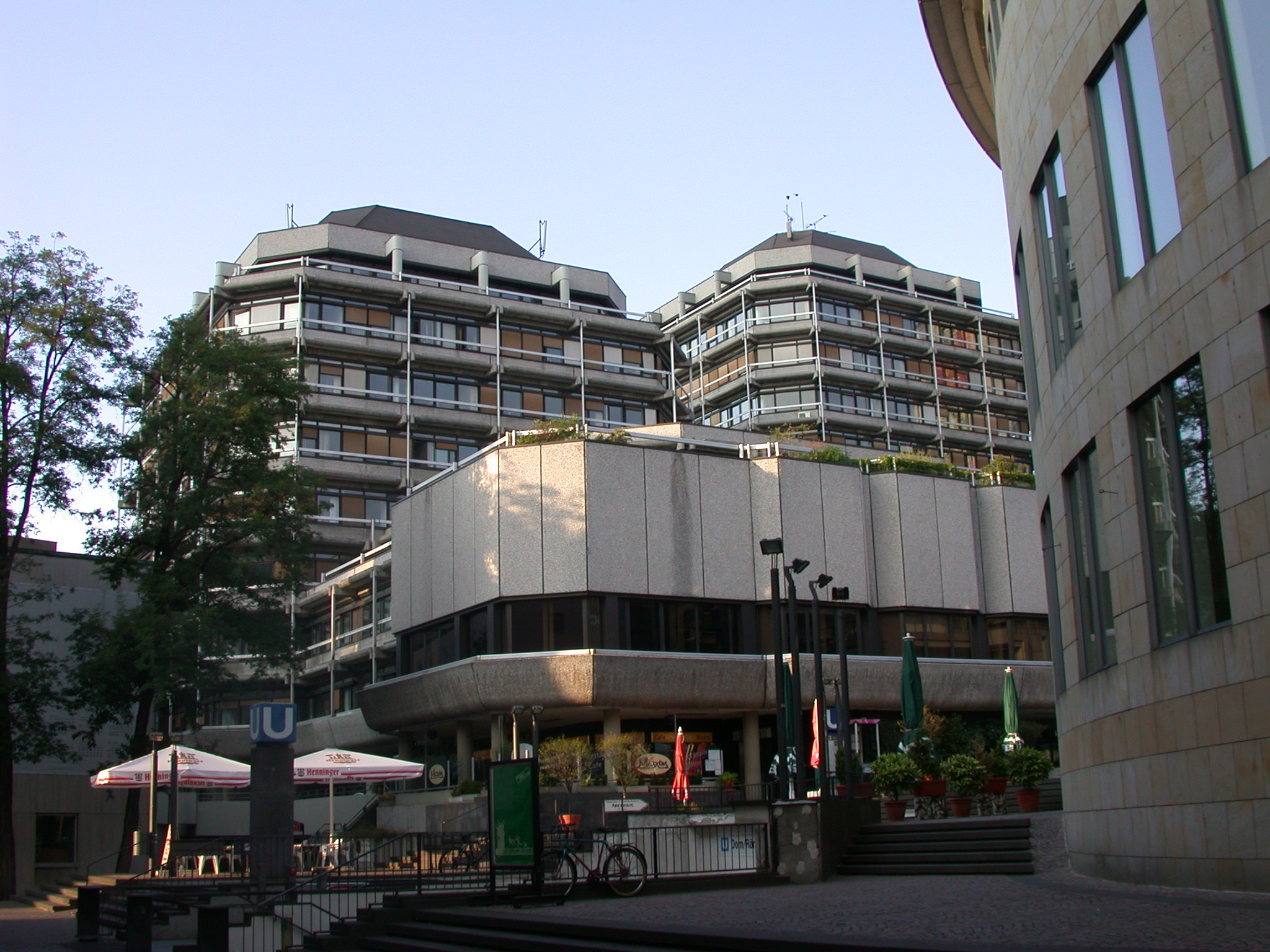
Technisches Rathaus bis März 2010

November 2010

Außerdem wird im Magistrat und in der Stadtverordnetenversammlung nach dem Abriss des Technischen Rathauses der Umgang mit der dadurch freigewordenen Fläche zwischen Dom und Römer diskutiert. Die Koalition aus CDU und Grünen hat dazu ein Konzept erstellt, das den historischen Grundriss sowie die wichtigsten Gebäude der Altstadt wiederherstellen soll.
Auch die Herabsetzung des Gewerbesteuerhebesatzes auf nur noch 460 Prozentpunkte wurde von der Koalition durchgesetzt. Dies ist für die Stadt eine wichtige Entscheidung, da Frankfurt am Main Sitz zahlreicher internationaler Unternehmen ist und diese den bisher in Deutschland höchsten Steuersatz nicht dauerhaft hinnehmen wollten. Durch die Entscheidung der Stadtverordneten weist nunmehr die Stadt München den höchsten Steuersatz auf. Weitere intensiv diskutierte Themen waren der vom Polizeidezernent Rhein vorgelegte freiwillige Polizeidienst und die von Planungsdezernent Schwarz vorgelegten Änderungen an der denkmalgeschützten Großmarkthalle. Das denkmalgeschützte Gebäude wurde umfassend umgebaut und beherbergt seit November 2014 den Neubau der Europäischen Zentralbank.

## Wahlen

### Oberbürgermeister
Aufgrund der von der CDU Hessen initiierten Änderung der hessischen Verfassung 1991 werden Oberbürgermeister in Hessen in Direktwahlen gewählt.

#### Oberbürgermeisterwahl 1995
1993 kam es zu einer ersten Krise in der damaligen rot-grünen Koalition, da vier Abgeordnete des Stadtparlaments dem Kandidaten für das Amt des Verkehrsdezernenten Lutz Sikorski (Grüne) ihre Unterstützung verweigerten. Schoeler sprach damals von „vier Schweinen“ in der SPD-Fraktion. 1995 zerbrach das rot-grüne Bündnis dann endgültig, weil abermals vier Stadtverordnete der rot-grünen Koalition die Gesundheitsdezernentin Margarethe Nimsch (Grüne) nicht mitwählten. Schoeler ließ sich daraufhin als Oberbürgermeister abwählen, um den Weg für Neuwahlen frei zu machen. So kam es dazu, dass er in der dann anstehenden ersten Oberbürgermeisterdirektwahl in Frankfurt am Main mit 45,9 % zu 51,9 % der Stimmen gegen Petra Roth verlor (Wahlbeteiligung: 55,8 %).

#### Oberbürgermeisterwahl 2001
Die Oberbürgermeisterwahl endete am 1. April 2001 in einer Stichwahl. Dabei unterlag Herausforderer Achim Vandreike (SPD) knapp der Amtsinhaberin Petra Roth (CDU).

#### Oberbürgermeisterwahl 2007
Am 28. Januar 2007 wurde Petra Roth (CDU) mit 60,5 % der Stimmen im ersten Wahlgang für eine dritte Amtszeit wiedergewählt, allerdings nur bei einer Wahlbeteiligung von 33,6 %. Ihr aussichtsreichster Gegenkandidat Franz Frey (SPD) erhielt 27,5 % der Stimmen.

#### Oberbürgermeisterwahl 2012
Nach dem Rücktritt von Petra Roth (CDU), ein Jahr vor dem Ende ihrer regulären Amtszeit, setzte sich Peter Feldmann (SPD) gegen den hessischen Innenminister Boris Rhein (CDU) in der Stichwahl am 25. März 2012 durch.

#### Oberbürgermeisterwahl 2018
2018 wurde Peter Feldmann in einer Stichwahl gegen die CDU-Kandidatin Bernadette Weyland für eine zweite Amtszeit wiedergewählt.

#### Abwahl des Oberbürgermeisters 2022
Im März 2022 erhob die Staatsanwaltschaft Frankfurt gegen Feldmann Anklage wegen Vorteilsannahme im Amt. Das Landgericht Frankfurt ließ die Anklage zu und eröffnete das Hauptverfahren. Die Hauptverhandlung begann am 18. Oktober 2022. Da Feldmann einen Rücktritt ablehnte, leitete die Stadtverordnetenversammlung am 14. Juli 2022 mit einer parteiübergreifenden Mehrheit von 67 von 80 Stimmen das Abwahlverfahren nach der hessischen Gemeindeordnung ein. Die gesetzliche Frist zur Annahme der Abwahl ließ Feldmann verstreichen. Somit fand am 6. November der Bürgerentscheid statt, bei dem Feldmann mit 95,1 % der abgegebenen Stimmen abgewählt wurde.
| Entscheidung          | Stimmen | Prozent |
| --------------------- | ------- | ------- |
| Ja                    | 201.912 | 95,1    |
| Nein                  | 010.375 | 04,9    |
| Amtliches Endergebnis |         |         |

Stimmberechtigt waren 508.182 Einwohner, von denen 212.938 abgestimmt haben. Die Wahlbeteiligung lag bei 41,9 %. 212.287 Stimmen waren gültig. Die notwendige Stimmenmehrheit für Feldmanns Abwahl sowie das Quorum von 30 % der Stimmberechtigten für eine Abwahl wurde somit erreicht. Nach der Feststellung des amtlichen Endergebnisses schied Feldmann mit Ablauf des 11. November 2022 aus dem Amt. Die kommissarische Führung der Amtsgeschäfte übernahm Nargess Eskandari-Grünberg (Bündnis 90/Die Grünen).

#### Oberbürgermeisterwahl 2023
Bei der Wahl am 5. März 2023 erhielt keiner der 20 Kandidaten eine absolute Mehrheit. Bei der Stichwahl am 26. März 2023 wurde Mike Josef (SPD) mt 51,7 % der Stimmen gewählt. Sein Gegenkandidat Uwe Becker (CDU) erhielt 48,3 % Josef wurde am 11. Mai 2023 in sein Amt eingeführt.

### Stadtverordnetenversammlung
- ÖkoLinX-ARL: 2
- Linke: 7
- PARTEI: 2
- SPD: 16
- Grüne: 23
- Piraten: 1
- Volt: 4
- Gartenpartei: 1
- IBF: 1
- ELF: 1
- BIG: 1
- FW: 1
- CDU: 20
- FDP: 7
- BFF: 2
- AfD: 4

Bei der hessischen Kommunalwahl am 14. März 2021 waren 512.034 Bewohner der Stadt Frankfurt wahlberechtigt. An der Wahl nahmen 230.683 Bürger teil, woraus sich eine Wahlbeteiligung von 45,1 % ergibt.
|                                 | 1989  | 1993  | 1997 | 1997  | 2001        | 2001  | 2006        | 2006  | 2011         | 2011  | 2016         | 2016  | 2021        | 2021  |
| Wahlbeteiligung                 |       |       | in % | 60,5  | in %        | 46,1  | in %        | 40,4  | in %         | 42,2  | in %         | 39,0  | in %        | 45,1  |
| Partei                          | Sitze | Sitze |      | Sitze |             | Sitze |             | Sitze |              | Sitze |              | Sitze |             | Sitze |
| ------------------------------- | ----- | ----- | ---- | ----- | ----------- | ----- | ----------- | ----- | ------------ | ----- | ------------ | ----- | ----------- | ----- |
| GRÜNE                           | 10    | 15    | 16,9 | 17    | 14,1 (−2,8) | 13    | 15,3 (+1,2) | 14    | 25,8 (+10,5) | 24    | 15,3 (−10,5) | 14    | 24,6 (+9,3) | 23    |
| CDU                             | 36    | 35    | 36,3 | 36    | 38,5 (+2,2) | 36    | 36,0 (−2,5) | 34    | 30,5 (−5,5)  | 28    | 24,1 (−6,4)  | 22    | 21,9 (−2,2) | 20    |
| SPD                             | 40    | 33    | 29,2 | 29    | 30,5 (+1,3) | 28    | 24,0 (−6,5) | 22    | 21,3 (−2,7)  | 20    | 23,8 (+2,5)  | 22    | 17,0 (−6,8) | 16    |
| LINKE                           |       |       | 1,6  | 0     | 2,3 (+0,7)  | 2     | 6,6 (+4,3)  | 6     | 5,4 (−1,2)   | 5     | 8,0 (+2,6)   | 8     | 7,9 (−0,1)  | 7     |
| FDP                             |       |       | 5,6  | 5     | 4,6 (−1,0)  | 4     | 6,5 (+1,9)  | 6     | 3,9 (−2,6)   | 4     | 7,5 (+3,6)   | 7     | 7,6 (+0,1)  | 7     |
| AfD                             |       |       | –    | –     | –           | –     | –           | –     | –            | –     | 8,9 (+8,9)   | 8     | 4,5 (−4,4)  | 4     |
| Volt                            |       |       | –    | –     | –           | –     | –           | –     | –            | –     | –            | –     | 3,7 (+3,7)  | 4     |
| Bürger für Frankfurt (BFF)      |       |       | –    | –     | 1,1 (+1,1)  | 1     | 2,8 (+1,7)  | 3     | –            | –     | 2,7 (+2,7)   | 3     | 2,0 (−0,7)  | 2     |
| ÖkoLinX-ARL                     |       |       | –    | –     | 0,9 (+0,9)  | 1     | 1,2 (+0,3)  | 1     | 1,2 (±0,0)   | 1     | 2,1 (+0,9)   | 2     | 1,8 (−0,3)  | 2     |
| Die PARTEI                      |       |       | –    | –     | –           | –     | –           | –     | –            | –     | 1,4 (+1,4)   | 1     | 1,8 (+0,4)  | 2     |
| Europaliste für Frankfurt (ELF) |       |       | –    | –     | 0,5 (+0,5)  | 1     | 1,0 (+0,5)  | 1     | 1,1 (+0,1)   | 1     | 1,2 (+0,1)   | 1     | 1,3 (+0,1)  | 1     |
| IBF                             |       |       | –    | –     | –           | –     | –           | –     | –            | –     | 0,4 (+0,4)   | 0     | 0,8 (+0,4)  | 1     |
| Freie Wähler Frankfurt          |       |       | –    | –     | –           | –     | –           | –     | 3,8 (+3,8)   | 4     | 0,6 (−3,2)   | 1     | 0,8 (+0,2)  | 1     |
| BIG                             |       |       | –    | –     | –           | –     | –           | –     | –            | –     | –            | –     | 0,6 (+0,6)  | 1     |
| Gartenpartei                    |       |       | –    | –     | –           | –     | –           | –     | –            | –     | –            | –     | 0,6 (+0,6)  | 1     |
| PIRATEN                         |       |       | –    | –     | –           | –     | –           | –     | 2,0 (+2)     | 2     | 0,8 (−1,2)   | 1     | 0,6 (−0,2)  | 1     |
| Die Frankfurter                 |       |       | –    | –     | –           | –     | –           | –     | –            | –     | 0,8 (+0,8)   | 1     | 0,4 (−0,4)  | 0     |
| Graue Panther                   |       |       | –    | –     | –           | –     | –           | –     | 0,4 (+0,4)   | 1     | 0,6 (+0,2)   | 1     | –           | –     |
| ALFA                            |       |       | –    | –     | –           | –     | –           | –     | –            | –     | 0,5 (+0,5)   | 1     | –           | –     |
| REP                             |       | 10    | 6,2  | 6     | 2,7 (−3,5)  | 3     | 1,5 (−1,2)  | 1     | 0,8 (−0,7)   | 1     | 0,3 (−0,5)   | 0     | –           | –     |
| NPD                             | 7     |       | 0,5  | 0     | –           | –     | 1,2 (+1,2)  | 1     | 1,1 (−0,1)   | 1     | 0,3 (−0,8)   | 0     | –           | –     |
| FAG                             |       |       | 3,9  | 0     | 3,9 (−0,1)  | 4     | 3,8 (−0,1)  | 4     | 1,4 (−2,4)   | 1     | –            | –     | –           | –     |

Parteien, die mindestens drei Stadtverordnete stellen, sind zur Bildung einer Fraktion berechtigt. Die Vertreter kleinerer Parteien können sich bestehenden Fraktionen anschließen oder parteiübergreifende Fraktionen bilden.

Bei der Kommunalwahl am 6. März 2016 verlor die bisherige schwarz-grüne Koalition ihre Mehrheit in der Stadtverordnetenversammlung, weil beide Partner erhebliche Stimmeneinbußen (Grüne minus 10,5 %, CDU minus 6,4 %) hinnehmen mussten. Neben der erstmals angetretenen Alternative für Deutschland, die mit 8,9 % in die Stadtverordnetenversammlung einzog, konnten auch SPD, Die Linke und FDP ihre Stimmenanteile steigern. Insgesamt konnten 15 Parteien und Wählergruppen Mandate erringen.
Anfang April 2016 schlossen sich die Stadtverordneten von Die Partei, den Freien Wählern und der Piratenpartei zur Fraktion DIE FRAKTION zusammen. Nur wenige Tage später bildeten die Vertreter der Europaliste für Frankfurt, Die Frankfurter und der Grauen Panther die Fraktion Die FRANKFURTER. Mitte April 2016 trat der Stadtverordnete von ALFA der CDU-Fraktion bei.
→ Ergebnisse der Kommunalwahlen in Frankfurt am Main

## Magistrat

### Derzeitige Wahlperiode (2021–2026)
Nach den Kommunalwahlen 2021 haben Grüne, SPD, FDP und Volt eine Koalition gebildet. Die bisherigen hauptamtlichen Dezernenten der CDU wurden abgewählt. Der Magistrat setzt sich aus 12 hauptamtlichen Dezernenten und 14 ehrenamtlichen Mitgliedern zusammen.
| Dezernat                                                                           | Bild                                    | Titel             | Name                                 | Partei | Partei       |
| ---------------------------------------------------------------------------------- | --------------------------------------- | ----------------- | ------------------------------------ | ------ | ------------ |
| Hauptamtliche Dezernenten                                                          |                                         |                   |                                      |        |              |
| Hauptdezernat                                                                      |                                         | Oberbürgermeister | Peter Feldmann bis 11. November 2022 |        | SPD          |
| Hauptdezernat                                                                      | Mike Josef seit 11. Mai 2023            | Oberbürgermeister |                                      |        | SPD          |
| Dezernat für Diversität, Antidiskriminierung und gesellschaftlichen Zusammenhalt   |                                         | Bürgermeisterin   | Nargess Eskandari-Grünberg           |        | Grüne        |
| Dezernat für Wirtschaft, Recht und Reformen                                        |                                         | Stadträtin        | Stephanie Wüst                       |        | FDP          |
| Dezernat für Digitalisierung, Bürger:innenservice, Teilhabe und EU-Angelegenheiten |                                         | Stadträtin        | Eileen O’Sullivan                    |        | Volt         |
| Dezernat für Finanzen, Beteiligungen und Personal                                  |                                         | Stadtkämmerer     | Bastian Bergerhoff                   |        | Grüne        |
| Dezernat für Kultur und Wissenschaft                                               |                                         | Stadträtin        | Ina Hartwig                          |        | SPD          |
| Dezernat für Soziales und Gesundheit                                               |                                         | Stadträtin        | Elke Voitl                           |        | Grüne        |
| Dezernat für Ordnung, Sicherheit und Brandschutz                                   |                                         | Stadträtin        | Annette Rinn                         |        | FDP          |
| Dezernat für Klima, Umwelt und Frauen                                              |                                         | Stadträtin        | Rosemarie Heilig                     |        | Grüne        |
| Dezernat für Planen und Wohnen                                                     |                                         | Stadtrat          | Mike Josef bis 11. Mai 2023          |        | SPD          |
| Dezernat für Planen und Wohnen                                                     | Marcus Gwechenberger seit 23. Juni 2023 | Stadtrat          |                                      |        | SPD          |
| Dezernat für Bildung, Immobilien und Neues Bauen                                   |                                         | Stadträtin        | Sylvia Weber                         |        | SPD          |
| Dezernat für Mobilität und Gesundheit                                              |                                         | Stadtrat          | Stefan Majer                         |        | Grüne        |
| Ehrenamtliche Magistratsmitglieder                                                 |                                         |                   |                                      |        |              |
|                                                                                    |                                         | Stadträtin        | Daniela Birkenfeld                   |        | CDU          |
|                                                                                    |                                         | Stadtrat          | Leo Fischer                          |        | ÖkoLinX-ELF  |
|                                                                                    |                                         | Stadträtin        | Anna Grundel                         |        | Grüne        |
|                                                                                    |                                         | Stadträtin        | Ina Hauck                            |        | SPD          |
|                                                                                    | Bernd Heidenreich                       | Stadtrat          | Bernd Heidenreich                    |        | CDU          |
|                                                                                    |                                         | Stadtrat          | Mikael Horstmann                     |        | Volt         |
|                                                                                    |                                         | Stadtrat          | Maximilian Carlo Klöckner            |        | DIE FRAKTION |
|                                                                                    |                                         | Stadträtin        | Gabriele C. Klug                     |        | Grüne        |
|                                                                                    |                                         | Stadträtin        | Monika Krause                        |        | AfD          |
|                                                                                    |                                         | Stadtrat          | Claus Möbius                         |        | Grüne        |
|                                                                                    |                                         | Stadtrat          | Sieghard Pawlik                      |        | SPD          |
|                                                                                    |                                         | Stadtrat          | Stephan Siegler                      |        | CDU          |
|                                                                                    |                                         | Stadträtin        | Renate Sterzel                       |        | FDP          |
|                                                                                    |                                         | Stadträtin        | Margarete Wiemer                     |        | Linke        |

### Vergangene Wahlperioden

#### Wahlperiode 2001–2006
Aus dem Wahlergebnis formierte sich zunächst eine Koalition aus CDU, Bündnis 90/Die Grünen und FDP. Als bei der Wahl der ehrenamtlichen Stadträte im Juni 2001 ein CDU-Stadtverordneter die Liste der Republikaner wählte, um Manfred Zieran zu verhindern, den gemeinsamen Kandidaten der sozialistischen Linken, Fraktionsgeschäftsführer der Wählervereinigung ÖkoLinX-ARL und Lebensgefährte von Jutta Ditfurth, hielt das Bündnis nicht einmal eine Nacht. Die Grünen traten von der Vereinbarung zurück. Seitdem stellten alle großen Parteien (CDU, SPD, Grüne, FDP) hauptamtliche Dezernenten im Magistrat. Im Magistrat waren außerdem eine Flughafenausbaugegnerin und ein Republikaner als ehrenamtliche Stadträte vertreten.
Die Oberbürgermeisterwahl endete am 1. April 2001 in einer Stichwahl. Dabei unterlag Herausforderer Achim Vandreike (SPD) knapp der Amtsinhaberin Petra Roth (CDU). Petra Roth war seit 1995 im Amt und sollte als dritte gewählte CDU-Oberbürgermeisterin noch bis zum 30. Juni 2012 regieren.

#### Wahlperiode 2006–2011
Gegen Ende der vorherigen Wahlperiode hatten die Parteien des Viererbündnisses verkündet, dieses nach der Kommunalwahl am 26. März 2006 nicht fortführen zu wollen. Aus der Wahl ging die CDU als mit Abstand stärkste Fraktion hervor.
Nach der Kommunalwahl führte die CDU zunächst Gespräche mit der SPD, die allerdings ergebnislos blieben. Nach Gesprächen mit den Grünen zeichnete sich eine schwarz-grüne Koalition ab. Der Koalitionsvertrag wurde von beiden Parteien angenommen. Es besteht eine Kooperation mit der FDP. Um die Mehrheit in der Stadtverordnetenversammlung auch im Magistrat widerzuspiegeln, wählten CDU, Grüne und FDP in der zweiten und dritten Sitzung der Stadtverordnetenversammlung die hauptamtlichen SPD-Beigeordneten Bürgermeister Vandreike, Stadtrat Frey und Stadtrat Nordhoff ab.
Am 13. Juli 2006 wählten CDU, Grüne und FDP Stadträtin Ebeling zur neuen Bürgermeisterin und Uwe Becker, Boris Rhein und Felix Semmelroth (alle CDU) sowie den am 5. Januar 2011 verstorbenen Lutz Sikorski und Manuela Rottmann (beide Grüne) zu hauptamtlichen Stadträten. Am 5. Juli 2007 wählten CDU, Grüne und FDP Daniela Birkenfeld und Volker Stein zu hauptamtlichen Stadträten.

#### Wahlperiode 2011–2016
| Dezernat                                           | Bild | Titel             | Name                          | Partei | Partei    |
| -------------------------------------------------- | ---- | ----------------- | ----------------------------- | ------ | --------- |
| Hauptamtliche Dezernenten                          |      |                   |                               |        |           |
| Hauptdezernat                                      |      | Oberbürgermeister | Peter Feldmann                |        | SPD       |
| Dezernat für Planen, Bauen, Wohnen und Grundbesitz |      | Bürgermeister     | Olaf Cunitz                   |        | Grüne     |
| Bildungs- und Frauendezernat                       |      | Stadträtin        | Sarah Sorge                   |        | Grüne     |
| Finanz-, Regional- und Kirchendezernat             |      | Stadtkämmerer     | Uwe Becker                    |        | CDU       |
| Kultur- und Wissenschaftsdezernat                  |      | Stadtrat          | Felix Semmelroth              |        | CDU       |
| Sozial-, Senioren-, Jugend- und Rechtsdezernat     |      | Stadträtin        | Daniela Birkenfeld            |        | CDU       |
| Wirtschafts-, Sport- und Personaldezernat          |      | Stadtrat          | Markus Frank                  |        | CDU       |
| Dezernat für Reformprojekte                        |      | Stadtrat          | Jan Schneider                 |        | CDU       |
| Verkehrsdezernat                                   |      | Stadtrat          | Stefan Majer                  |        | Grüne     |
| Umwelt- und Gesundheitsdezernat                    |      | Stadträtin        | Rosemarie Heilig              |        | Grüne     |
| Ehrenamtliche Magistratsmitglieder                 |      |                   |                               |        |           |
| Integrationsdezernat                               |      | Stadträtin        | Nargess Eskandari-Grünberg    |        | Grüne     |
|                                                    |      | Stadtrat          | Michael Paris                 |        | parteilos |
|                                                    |      | Stadtrat          | Bernd Heidenreich             |        | CDU       |
|                                                    |      | Stadtrat          | Peter Mensinger               |        | CDU       |
|                                                    |      | Stadtrat          | Claus Möbius                  |        | Grüne     |
|                                                    |      | Stadträtin        | Erika Pfreundschuh            |        | CDU       |
|                                                    |      | Stadtrat          | Eugenio Muñoz del Rio         |        | SPD       |
|                                                    |      | Stadträtin        | Cornelia-Katrin von Plottnitz |        | Grüne     |
|                                                    |      | Stadträtin        | Elke Sautner                  |        | SPD       |
|                                                    |      | Stadtrat          | Lutz Raettig                  |        | CDU       |
|                                                    |      | Stadtrat          | Christian Setzepfandt         |        | Grüne     |
|                                                    |      | Stadträtin        | Renate Sterzel                |        | FDP       |

#### Wahlperiode 2016–2021
| Dezernat                                            | Bild | Titel                           | Name                                 | Partei | Partei |
| --------------------------------------------------- | ---- | ------------------------------- | ------------------------------------ | ------ | ------ |
| Hauptamtliche Dezernenten                           |      |                                 |                                      |        |        |
| Hauptdezernat                                       |      | Oberbürgermeister               | Peter Feldmann                       |        | SPD    |
| Finanzdezernat                                      |      | Bürgermeister und Stadtkämmerer | Uwe Becker                           |        | CDU    |
| Jugend- und Sozialdezernat                          |      | Stadträtin                      | Daniela Birkenfeld                   |        | CDU    |
| Wirtschafts-, Sicherheits- und Sportdezernat        |      | Stadtrat                        | Markus Frank                         |        | CDU    |
| Kulturdezernat                                      |      | Stadträtin                      | Ina Hartwig                          |        | SPD    |
| Umwelt- und Frauendezernat                          |      | Stadträtin                      | Rosemarie Heilig                     |        | Grüne  |
| Planungsdezernat                                    |      | Stadtrat                        | Mike Josef                           |        | SPD    |
| Personal- und Gesundheitsdezernat                   |      | Stadtrat                        | Stefan Majer                         |        | Grüne  |
| Verkehrsdezernat                                    |      | Stadtrat                        | Klaus Oesterling                     |        | SPD    |
| Dezernat für Bauen, Liegenschaft und Reformprojekte |      | Stadtrat                        | Jan Schneider                        |        | CDU    |
| Bildungs- und Integrationsdezernat                  |      | Stadträtin                      | Sylvia Weber                         |        | SPD    |
| Ehrenamtliche Magistratsmitglieder                  |      |                                 |                                      |        |        |
|                                                     |      | Stadträtin                      | Carmela Castagna Veneziano           |        |        |
|                                                     |      | Stadtrat                        | Hartmut Daubert                      |        | AfD    |
|                                                     |      | Stadträtin                      | Nargess Eskandari-Grünberg           |        | Grüne  |
|                                                     |      | Stadträtin                      | Ursula Fechter                       |        | SPD    |
|                                                     |      | Stadtrat                        | Matthias Mehl                        |        | CDU    |
|                                                     |      | Stadtrat                        | Claus Möbius                         |        | Grüne  |
|                                                     |      | Stadtrat                        | Eugenio Muñoz del Rio                |        | SPD    |
|                                                     |      | Stadträtin                      | Albina Nazarenus-Vetter              |        | CDU    |
|                                                     |      | Stadtrat                        | Lutz Raettig                         |        | CDU    |
|                                                     |      | Stadträtin                      | Elke Sautner                         |        | SPD    |
|                                                     |      | Stadtrat                        | Carl-Philip Graf zu Solms-Wildenfels |        | BFF    |
|                                                     |      | Stadträtin                      | Renate Sterzel                       |        | FDP    |
|                                                     |      | Stadträtin                      | Margarete Wiemer                     |        | Linke  |

## Wahlverhalten
Das Wahlverhalten der Frankfurter entspricht im Großen und Ganzen dem Bundesdurchschnitt. Die Grünen sind in Frankfurt überdurchschnittlich populär. Bei der Europawahl 2004 belegten sie mit 25 % den zweiten Platz nach der CDU. Auch bei der Kommunalwahl 2011 wurden die Grünen mit 25,8 % nach der CDU zweitstärkste Kraft.
Zwischen den Stadtteilen unterscheiden sich die Ergebnisse dabei zum Teil erheblich. So wird beispielsweise die SPD in den Arbeiterstadtteilen Riederwald und Gallus regelmäßig stärkste Kraft, überschreitet dabei aber nur noch selten die 30 %-Marke, während die CDU ihre Hochburgen vor allem in den wohlhabenden Stadtteilen Westend, Dornbusch, Eschersheim, Bergen-Enkheim und Sachsenhausen, sowie der Altstadt und insbesondere den peripher gelegenen Stadtteilen im Norden und Westen hat, wo sie zum Teil auch die absolute Mehrheit der Stimmen erreicht. Grünen-Hochburgen sind die Gründerzeitviertel mit überwiegend junger Bevölkerung zwischen Alleenring und Innenstadt sowie Bockenheim und Bornheim, wo sie regelmäßig über 20 % der Stimmen erreichen. Bei der Kommunalwahl 2011 wurden sie in sieben Stadtteilen stärkste Kraft, in Nordend-Ost erreichten sie sogar 42,0 %. Die FDP erzielt ihre besten Ergebnisse im Westend (30,4 % in Westend-Süd bei der Bundestagswahl 2009, und damit fast so viele Stimmen wie die erstplatzierte CDU) und in Sachsenhausen.

## Bundestagswahlen
Frankfurt ist seit der Bundestagswahl 2002 in zwei Wahlkreise aufgeteilt. Wahlkreis 182 umfasst die westlichen Stadtteile nördlich des Mains und ist der Kleinere der beiden. Wahlkreis 183 ist größer aber auch dünner besiedelt und umfasst alle Stadtteile südlich des Mains sowie die Stadtteile im Osten und im Norden.
| Frankfurt I (182) | Frankfurt II (183) |
| --- | --- |
| Altstadt, Bahnhofsviertel, Bockenheim, Dornbusch, Eschersheim, Gallus, Ginnheim, Griesheim, Gutleutviertel, Hausen, Heddernheim, Höchst, Innenstadt, Nied, Niederursel, Praunheim, Rödelheim, Sindlingen, Sossenheim, Unterliederbach, Westend, Zeilsheim | Bergen-Enkheim, Berkersheim, Bonames, Bornheim, Eckenheim, Fechenheim, Frankfurter Berg, Harheim, Kalbach, Nieder-Erlenbach, Nieder-Eschbach, Niederrad, Nordend, Oberrad, Ostend, Preungesheim, Riederwald, Sachsenhausen, Schwanheim, Seckbach |

### Bundestagswahl 2005
2005 traten im Wahlkreis 183 Gregor Amann von der SPD, Markus Frank für die CDU, Ulrike Gauderer für die Grünen, Hans-Joachim Otto für die FDP und Hans-Joachim Viehl für die Die Linkspartei.PDS an. Amann zieht per Direktmandat in den Bundestag ein und Otto über die Landesliste. Im Wahlkreis 184 traten Ulrike Nissen für die SPD, Erika Steinbach für die CDU, Bundesaußenminister Joschka Fischer für die Grünen, Christoph Schnurr als jüngster Bundestagskandidat für die FDP und Wolfgang Gehrcke-Reymann für Die Linkspartei.PDS. Hier schaffte Steinbach den Einzug per Direktmandat ins Parlament, während Fischer und Gehrcke über die Landesliste gewählt wurden.

### Bundestagswahl 2009
2009 änderten sich die Wahlkreisnummern. Aus dem Wahlkreis 183 wurde 182 und aus dem Wahlkreis 184 wurde 183. Die Zuschnitte wurden nicht verändert. Gewählt wurden im Wahlkreis 182 Matthias Zimmer (CDU) und Hans-Joachim Otto (FDP). Im Wahlkreis 183 wurden Erika Steinbach (CDU), Omid Nouripour (Bündnis 90/Die Grünen), Christoph Schnurr (FDP) und Wolfgang Gehrcke (Die Linke).

### Bundestagswahl 2013
Direktmandate bekamen bei der Wahl 2013 Matthias Zimmer (CDU) und Erika Steinbach (CDU, ab Januar 2017 fraktionslos). Über die Landesliste zogen Omid Nouripour (Grüne), Ulli Nissen (SPD) und Wolfgang Gehrcke (Linke) in den Deutschen Bundestag ein.

### Bundestagswahl 2017
Bei der Bundestagswahl 2017 gewannen Matthias Zimmer (CDU) und Bettina Wiesmann (CDU) die Direktmandate. Über die Landesliste zogen Nicola Beer (FDP, bis 2019), Achim Kessler (Linke), Ulli Nissen (SPD) und Omid Nouripour (Grüne) in den Deutschen Bundestag ein.

### Bundestagswahl 2021
Bei der Bundestagswahl 2021 gewann Armand Zorn (SPD) den Wahlkreis 182 und Omid Nouripour (Grüne) den Wahlkreis 183. Über die Landeslisten wurden Joana Cotar (AfD), Deborah Düring (Grüne), Thorsten Lieb (FDP), Kaweh Mansoori (SPD) und Janine Wissler (Linke) in den Deutschen Bundestag gewählt.

## Landtagswahlen
Bei den Wahlen zum Hessischen Landtag ist die Stadt Frankfurt am Main in die sechs Wahlkreise 34 bis 39 eingeteilt.
| Frankfurt I (34)                                                                            | Frankfurt II (35)                                                  | Frankfurt III (36)                                                                       | Frankfurt IV (37)                             | Frankfurt V (38)          | Frankfurt VI (39) |
| ------------------------------------------------------------------------------------------- | ------------------------------------------------------------------ | ---------------------------------------------------------------------------------------- | --------------------------------------------- | ------------------------- | --- |
| Griesheim, Gutleutviertel, Höchst, Nied, Sindlingen, Sossenheim, Unterliederbach, Zeilsheim | Bockenheim, Hausen, Heddernheim, Niederursel, Praunheim, Rödelheim | Altstadt, Bahnhofsviertel, Dornbusch, Eschersheim, Gallus, Ginnheim, Innenstadt, Westend | Niederrad, Oberrad, Sachsenhausen, Schwanheim | Bornheim, Nordend, Ostend | Bergen-Enkheim, Berkersheim, Bonames, Eckenheim, Fechenheim, Harheim, Kalbach-Riedberg, Nieder-Erlenbach, Nieder-Eschbach, Preungesheim, Riederwald, Seckbach |